# CDH15
CDH15‏ (Cadherin 15) هوَ بروتين يُشَفر بواسطة جين CDH15 في الإنسان.